# British Independent Film Award al miglior attore
Il British Independent Film Award al miglior attore in un film indipendente britannico (BIFA Award for Best Performance by an Actor in a British Independent Film) è un premio cinematografico annuale assegnato dal 1998 al 2021.
Nel luglio 2022, viene annunciato che le categorie di performance saranno sostituite con categorie neutre rispetto al genere, con il miglior attore e la migliore attrice che si fondono nella categoria Miglior performance principale. Inoltre, è stata creata una categoria denominata Best Joint Lead Performance per "due (o eccezionalmente tre) performance che sono il focus congiunto del film, specialmente dove le performance condividono un gran numero di scene e di permanenza sullo schermo".
Dal 2022 è stato sostituito dal premio miglior interpretazione protagonista.

## Vincitori e candidati

### Anni 1990
- 1998[2]
  - Ray Winstone - Niente per bocca (Nil by Mouth)
  - John Hurt - Amore e morte a Long Island (Love and Death on Long Island)
  - Peter Mullan - My Name Is Joe
  - Jonathan Pryce - Regeneration
  - David Thewlis - Divorcing Jack

- 1999[3]
  - Ian McKellen - Demoni e dei (Gods and Monsters)
  - Daniel Auteuil - Il figlio perduto (The Lost Son)
  - Michael Caine - Little Voice - È nata una stella (Little Voice)
  - Daniel Craig - The Trench - La trincea (The Trench)
  - Ray Winstone - Zona di guerra (The War Zone)

### Anni 2000
- 2000[4]
  - Daniel Craig - Some Voices
  - Paul Bettany - Gangster nº 1 (Gangster No. 1)
  - Jim Broadbent - Topsy-Turvy - Sotto-sopra (Topsy-Turvy)
  - Adrian Lester - Pene d'amor perdute (Love's Labour's Lost)
  - Peter Mullan - Miss Julie

- 2001[5]
  - Ben Kingsley - Sexy Beast - L'ultimo colpo della bestia (Sexy Beast)
  - Ian Hart - Liam
  - Timothy Spall - Evasione fortunata (Lucky Break)
  - Ray Winstone - Sexy Beast - L'ultimo colpo della bestia (Sexy Beast)

- 2002[6][7]
  - James Nesbitt - Bloody Sunday
  - Timothy Spall - Tutto o niente (All or Nothing)
  - Richard Harris - My Kingdom
  - Bill Nighy - Lawless Heart
- 2003[8][9]
  - Paddy Considine - In America - Il sogno che non c'era (In America)
  - Ewan McGregor - Young Adam
  - Kevin McKidd - 16 Years of Alcohol
  - Joaquin Phoenix - Buffalo Soldiers
- 2004[10]
  - Phil Davis - Il segreto di Vera Drake (Vera Drake)
  - Paddy Considine - Dead Man's Shoes - Cinque giorni di vendetta (Dead Man's Shoes)
  - Daniel Craig - L'amore fatale (Enduring Love)
  - Ian Hart - Blind Fight
  - Geoffrey Rush - Tu chiamami Peter (The Life and Death of Peter Sellers)
- 2005[11]
  - Johnny Depp - The Libertine
  - Chiweetel Ejiofor - Kinky Boots - Decisamente diversi (Kinky Boots)
  - Bob Hoskins - Lady Henderson presenta (Mrs Henderson Presents)
  - Matthew Macfadyen - In My Father's Den
- 2006[12][13]
  - Tony Curran - Red Road
  - James McAvoy - L'ultimo re di Scozia (The Last King of Scotland)
  - Forest Whitaker - L'ultimo re di Scozia (The Last King of Scotland)
  - Cillian Murphy - Il vento che accarezza l'erba (The Wind That Shakes the Barley)
  - Peter O'Toole - Venus
- 2007[14]
  - Viggo Mortensen - La promessa dell'assassino (Eastern Promises)
  - Jamie Bell - Hallam Foe
  - Jim Broadbent - And When Did You Last See Your Father?
  - Cillian Murphy - Sunshine
  - Sam Riley - Control
- 2008[15][16]
  - Micheal Fassbender - Hunger
  - Riz Ahmed - Shifty
  - Colin Farrell - In Bruges - La coscienza dell'assassino (In Bruges)
  - Brendan Gleeson - In Bruges - La coscienza dell'assassino (In Bruges)
  - Thomas Turgoose - Somers Town
- 2009[17][18]
  - Tom Hardy - Bronson
  - Peter Capaldi - In the Loop
  - Aaron Taylor-Johnson - Nowhere Boy
  - Sam Rockwell - Moon
  - Andy Serkin - Sex & Drugs & Rock & Roll

### Anni 2010
- 2010[19][20]
  - Colin Firth - Il discorso del re (The King's Speech)
  - Riz Ahmed - Four Lions
  - Jim Broadbent - Another Year
  - Aidan Gillen - Treacle Jr.
  - Scoot McNairy - Monsters
- 2011[21][22]
  - Michael Fassbender - Shame
  - Brendan Gleeson - Un poliziotto da happy hour (The Guard)
  - Neil Maskell - Kill List
  - Gary Oldman - La talpa (Tinker Tailor Soldier Spy)
  - Peter Mullan - Tyrannosaur
- 2012[23][24]
  - Toby Jones - Berberian Sound Studio
  - Tim Roth - Broken
  - Terence Stamp - Una canzone per Marion (Song for Marion)
  - Steve Oram - Killer in viaggio (Sightseers)
  - Riz Ahmed - Ill Manors
- 2013[25]
  - James McAvoy - Filth
  - Tom Hardy - Locke
  - Steve Coogan - Philomena
  - Jim Broadbent - Le Week-End
  - Jack O'Connell - Il ribelle - Starred Up (Starred Up)
- 2014[26][27]
  - Brendan Gleeson - Calvario (Calvary)
  - Asa Butterfield - X+Y
  - Benedict Cumberbatch - The Imitation Game
  - Jack O'Connell - '71
  - Timothy Spall - Turner (Mr. Turner)
- 2015[28][29]
  - Tom Hardy - Legend
  - Tom Courtenay - 45 anni (45 Years)
  - Colin Farrell - The Lobster
  - Michael Fassbender - Macbeth
  - Tom Hiddleston - High-Rise - La rivolta (High-Rise)
- 2016[30][31]
  - Dave Johns - Io, Daniel Blake (I, Daniel Blake)
  - Steven Brandon - My Feral Heart
  - Michael Fassbender - Codice criminale (Trespass Against Us)
  - Shia LaBeouf - American Honey
  - Max Records - I Am Not a Serial Killer
- 2017
  - Josh O'Connor - La terra di Dio - God's Own Country (God's Own Country)
  - Jamie Bell - Le stelle non si spengono a Liverpool (Film Stars Don't Die in Liverpool)
  - Paddy Considine - Journeyman
  - Johnny Harris - Jawbone
  - Alec Secareanu - La terra di Dio - God's Own Country (God's Own Country)
- 2018
  - Joe Cole – A Prayer Before Dawn
  - Steve Coogan – Stanlio & Ollio (Stan & Ollie)
  - Rupert Everett – The Happy Prince - L'ultimo ritratto di Oscar Wilde (The Happy Prince)
  - Joaquin Phoenix – A Beautiful Day - You Were Never Really Here (You Were Never Really Here)
  - Charlie Plummer – Charley Thompson (Lean on Pete)
- 2019
  - Josh O'Connor - Only You
  - Sam Adewumni - The Last Tree
  - Tom Burke - The Souvenir
  - Kris Hitchen - Sorry We Missed You
  - Dev Patel - La vita straordinaria di David Copperfield (The Personal History of David Copperfield)

### Anni 2020
- 2020
  - Anthony Hopkins - The Father - Nulla è come sembra (The Father)
  - Riz Ahmed - Mogul Mowgli
  - Sope Dirisu - His House
  - Amir El-Masry - Limbo
  - Cosmo Jarvis - L'ombra della violenza (Calm with Horses)
- 2021
  - Adeel Akhtar - Ali & Ava
  - Riz Ahmed - L'incontro (Encounter)
  - Stephen Graham - Boiling Point - Il disastro è servito (Boiling Point)
  - Jude Law - The Nest - L'inganno (The Nest)
  - James Norton - Nowhere Special - Una storia d'amore (Nowhere Special)